# GSSP Pliozän/Pleistozän
Koordinaten: 37° 8′ 49″ N, 14° 12′ 13″ O
Der GSSP Pliozän/Pleistozän ist ein stratigraphisches Referenzprofil, das die Grenze zwischen dem Piacenzium und dem Gelasium festlegt. Das Profil befindet sich am Monte San Nicola bei Gela in  Sizilien. Die Grenze wurde auf 2,588 Millionen Jahre BP datiert.

## Geschichte
Der GSSP (engl. Global Boundary Stratotype Section and Point – globales Referenzprofil zur Festlegung der Stufengrenzen) Pliozän/Pleistozän (auch GSSP Gelasium) für die Grenze Pliozän/Pleistozän wurde von der International Commission on Stratigraphy (ICS) im August 1996 ratifiziert und wissenschaftlich von Rio u. a. 1998 beschrieben. Die endgültige Entscheidung, diesen GSSP als Untergrenze des Pleistozäns und damit des Quartärs festzulegen, erfolgte am 29. Juni 2009 durch die International Union of Geological Sciences (IUGS).

## Beschreibung  und Definition
Die zur Monte-Narbone-Formation gehörende sedimentäre Abfolge am Monte San Nicola bei Gela in Sizilien enthält ein Bündel von sechs Sapropelhorizonten, die im gesamten Mittelmeerraum anzutreffen sind. Die Sapropele sind mit Präzessionszyklen korrelierbar. Im Englischen werden sie daher als Mediterranean precession related sapropels (Präzessionsbezogene Mittelmeersapropele) oder abgekürzt als MPRS bezeichnet. Sie sind auch als insolation-related cycles (Insolationsbezogene Zyklen) oder kurz i-cycles bekannt, da die Sapropele mit Mergeln eine zyklische, astronomisch gesteuerte Wechsellagerung eingehen.
Die Basis des Gelasiums wurde wie folgt definiert:
Sie liegt an der Oberkante von Sapropel MPRS 250 (der so genannten Nicola-Schicht) und bildet die Grenze zum überlagernden, homogenen Mergelband.
Im stratigraphischen Profil am Monte San Nicola entspricht dies Meter 62.

## Datierung und Korrelationen
Die Grenze Piacenzium/Gelasium wurde anhand astronomischer Zyklen wie den beiden Exzentrizitätszyklen von 100000 und 413000 Jahren, dem Erdachsenneigungszyklus von 41000 Jahren und dem Präzessionszyklus von 21000 Jahren und unter Benutzung eines astronomischen Kalibrierungsverfahrens (wie beispielsweise ATNTS 2004) auf 2,588 Millionen Jahre BP datiert.
Die Grenze korreliert mit anderen stratigraphischenSchemata wie folgt:
- Magnetostratigraphie: 1 Meter unterhalb der Gauss-Matuyama Polaritätsumkehr (im Singa-Profil), die folglich ein ausgezeichnetes Erkennungsmerkmal der Grenze darstellt[3]
- Sauerstoffisotopenstratigraphie (δ O18): Innerhalb des Marinen Isotopenstadium (MIS) 103 (entspricht einem Interglazial), zirka 60000 Jahre unterhalb des markanten Stadiums 100 (Glazial)[4].
- Biostratigraphie:
  - Foraminiferen: Letztmaliges Auftreten der planktonischen Taxa Globorotalia bononiensis und Neogloboquadrina atlantica 140000 Jahre oberhalb der Grenze. Dies entspricht im Mittelmeerraum und im Atlantik dem Ende des Isotopenstadiums 96 (Glazial). Erstmaliges Auftreten von Globorotalia truncatolinoides im Pazifikraum. Die Grenze befindet sich somit im oberen Abschnitt der Pl 5-Foraminiferenzone bzw. im oberen Abschnitt von MPL 5a. Sie trennt überdies NN 20 von NN21.
  - Kalkhaltiges Nannoplankton: Letztmaliges Auftreten von Discoaster pentaradiatus und Discoaster surculus 80000 Jahre oberhalb der Grenze, d. h. während des Stadiums 99 (Interglazial). Die Grenze liegt somit an der Obergrenze der NN 16-Nannoplanktonzone (bzw. nahe der Obergrenze von CN 12b).
  - Radiolarien: Approximative Korrelation mit dem letztmaligen Auftreten von Stichocorys peregrina (liegt etwas unterhalb) oder mit dem Ende der Pterocanium prismaticum-Zone. Beginn der Radiolarienzone RN 12 a und erstmaliges Auftreten der Taxa Theocorythium trachelium trachelium, Lamprocyrtis neoheteroporus und Cycladophora davisiana.
  - Dinoflagellaten: Erstmaliges Auftreten von Spiniferites pachyderma und letztmaliges Auftreten von Invertocysta tabulata (und damit Beginn der Dinoflagellatenzone D 21 b) 80000 Jahre oberhalb der Grenze.
  - Diatomeen: Approximative Korrelation mit dem erstmaligen Auftreten von Nitschia joussaea in niedrigen Breitengraden  sowie dem letztmaligen Auftreten von Neodenticula kamtschatica im Nordpazifik und in hohen Breiten (liegt etwas unterhalb). Erstmaliges Auftreten von Neodenticula seminae und Beginn der Diatomeenzone NPD 9.
  - Landsäugetiere:
    - In Nordamerika (NALMMZ): Erstmaliges Auftreten von Glossotherium chapadmalense und Mictomys vetus und Beginn des Blancum Bl 5. Letztes Auftreten von Dipoides rexroadensis, Ogmodontomys poaphagus, Pliopotamys und Pliolemmus.
    - In Europa (ELMMZ): Beginn des Oberen Villafranchiums: Große Wanderbewegungen von Elefant und Pferd.

## Weitere Entsprechungen
Der GSSP Pliozän/Pleistozän korreliert mit einer weltweiten Regressionsphase am Ende des Piacenziums.
In Nordwesteuropa beginnt das Prätiglium, das in Großbritannien dem Beginn des mittleren Präludhamium und in Nordamerika dem Beginn des Präillinoium K entspricht (in Kalifornien dem mittleren Repettium). Auf der russischen Ebene setzt das Verkhodon (oder Os'kinovium) kurz unterhalb des GSSP ein. In der chinesischen Lößstratigraphie bildete sich der bedeutende Bodenhorizont RS. In der australischen Stratigraphie liegt der GSSP mitten im Yatalum, in Neuseeland mitten im Mangapanium.

## Bedeutung
Der GSSP Pliozän/Pleistozän liegt sehr dicht an der Gauss-Matuyama-Polaritätsumkehr des Erdmagnetfeldes. In seiner unmittelbaren Nähe erfolgte aber auch ein bedeutendes klimatisches Ereignis, das sich nicht nur in marinen Sedimenten, sondern auch in kontinentalen Ablagerungen bemerkbar macht. So begann beispielsweise in China die Lößsedimentation. In Europa kann palynologisch das dem Tiglium vorausgehende, kühle Prätiglium abgetrennt werden. Bei den Landsäugern kam es in Eurasien zu größeren, radiativ bedingten Wanderbewegungen wie z. B. bei den Elefanten (Archidiskodon gromovi) und Pferden (Equus livenzovensis).
All dies spricht für eine deutliche Klimaverschlechterung (Abkühlung) mit Zurückweichen der Waldvegetation und beginnender Savannenbildung, welche sich auch in einem faunistischen Umschwung widerspiegelt – es verschwanden neben Hipparion beispielsweise die Waldbewohner Mammuthus, Tapirus, Sus minor und Ursus minimus. Neu auftraten an ihrer Stelle Anancus  arvernensis, Archidiskodon gromovi, Eucladoceros falconeri, Equus livenzovenzis, Gazella borbonica, Odobaenus und Choneziphius. Auf dem indischen Subkontinent erscheinen neben Equus Rhinoceros, Elephas hysudricus und Stegodon insignis.